# Anthurium cupreum
Anthurium cupreum är en kallaväxtart som beskrevs av Adolf Engler. Anthurium cupreum ingår i släktet Anthurium och familjen kallaväxter. Inga underarter finns listade.